# BundOnline 2005
BundOnline 2005 war eine E-Administration-Initiative der Behörden des Bundes in Deutschland. Im Jahre 2000 wurde damit begonnen, alle internetfähigen Dienstleistungen der Bundesverwaltung online zu stellen. Die Federführung des Projektes hatte das Bundesministerium des Innern, die zentrale Koordination oblag der Projektgruppe BundOnline. Unter ihrer Leitung überarbeiteten rund 100 Bundesbehörden innerhalb von fünf Jahren ihre Verwaltungsprozesse und stellten ihre Dienstleistungen im Internet bereit. Die kommunale Ausprägung von BundOnline 2005 war das Projekt Media@Komm-Transfer.

## Ziel und Durchführung
Europas größte E-Government-Initiative sollte dem Bundeshaushalt bei der Einsparung von Kosten helfen und die Leistungsfähigkeit des Staates steigern. Bürger, Wirtschaft und Verwaltungen sollten die Dienstleistungen der Bundesverwaltung einfacher, schneller und kostengünstiger in Anspruch nehmen können.
Eine wesentliche Aufgabe der Initiative war die Standardisierung der Anwendungen. Ziel war die Vermeidung von kostenintensiven und zeitraubenden Parallelentwicklungen, die Sicherstellung der Kompatibilität der Einzelsysteme sowie der Unabhängigkeit von Softwareherstellern. Zu Beginn der Initiative wurden daher mit den Standards und Architekturen für E-Government-Anwendungen (SAGA) die technischen Standards und die Integrationsprinzipien für die Initiative ausgearbeitet. SAGA war grundlegend für die meisten BundOnline-Projekte und fördert die Entwicklung von interoperablem E-Government in Deutschland.
Im Rahmen von BundOnline wurden zentrale Basiskomponenten und Kompetenzzentren zur Unterstützung der Ressorts und Behörden bei der Realisierung der Dienstleistungen bereitgestellt. Dazu gehörten unter anderem der Government Site Builder als zentrale Content-Management-Lösung für den Bund.

## Geschichte
Mit Stand vom 31. Dezember 2005 waren 440 Informations-, Kommunikations- und Transaktionsdienstleistungen des Bundes im Internet. Sie sind sowohl über die Internetseiten der jeweiligen Behörde erreichbar, als auch über bund.de, dem zentralen Verwaltungsportal des Bundes. Es bietet einen Zugang zu den Internet-Auftritten von über 800 Behörden und Einrichtungen des Bundes und über 3100 Themen- und Dienstleistungslinks.
Seit dem 3. November 2005 wird durch das Portal bund.de über rund 100 E-Government-Angebote zum Thema Sicherheit informiert. Die Microsite des Dienstleistungsportals bietet Informationen über den Schutz von Leben, Gesundheit und persönlichen Rechten sowie zur inneren und äußeren Sicherheit. Zudem werden Hilfestellungen für die Vorsorge und den Schutz vor Bedrohungen gegeben und Hinweise zum Verhalten im Gefahrenfall.
Die durch BundOnline erzielten Ergebnisse wurden vom Bund in die gemeinsame E-Government-Strategie von Bund, Ländern und Gemeinden Deutschland-Online eingebracht.